# Karin Balzer
Karin Balzer, född Richert 5 juni 1938 i Magdeburg, Tyskland, död 17 december 2019, var en tysk friidrottare.  
Balzer tävlade under 1960- och 1970-talen  för Östtyskland på 100 meter häck.
Balzers första större mästerskap var Olympiska sommarspelen 1960 där hon tävlade på 80 meter häck men där hon inte gick vidare till final. Nästa mästerskap var Europamästerskapen 1962 i Belgrad där hon slutade tvåa på samma tid som segraren. 
Nästa större mästerskap för Balzer blev Olympiska sommarspelen 1964 där finalen på 80 meter häck blev den jämnaste någonsin. Balzer vann loppet på samma tid som tvåan Teresa Ciepły från Polen. Den som slutade på åttonde plats i finalen var bara fyra tiondelar från Balzer. Två år senare vid EM 1966 i Budapest följde hon upp segern från OS med att även bli europamästare. Olympiska sommarspelen 1968 blev den sista tävling där damer tävlade på 80 meter och vid detta mästerskap blev Balzer femma.
Den nya grenen 100 meter häck introducerades 1969 och Balzer blev snart en av grenens föregångsfigurer och redan i juni hade hon noterat sitt första världsrekord med 13,3. Året efter blev hon den första kvinnan att springa under 13 sekunder då hon noterades för 12,9. Totalt blev det sex världsrekord under åren.
EM 1969 var första mästerskapet där damerna tävlade på den nya distansen och Balzer vann det första guldet. Två år senare vid EM 1971 i Helsingfors försvarade hon sitt guld, denna gång sex hundradelar förre landsmannen Annelie Ehrhardt. Vid Olympiska sommarspelen 1972 tog Ehrhardt revansch och vann medan Balzer, vars son hade dött dagen innan finalen, slutade på tredje plats.